# باك هوبكينز
باك هوبكينز (بالإنجليزية: Buck Hopkins)‏ هو لاعب كرة قاعدة أمريكي، ولد في 3 يناير 1883 في Grafton, Virginia ‏ في الولايات المتحدة، وتوفي في 2 أكتوبر 1929 في فيباس ‏ في الولايات المتحدة.

## وصلات خارجية
- باك هوبكينز على موقعبيزبول رفرنس.كوم (الدوري الرئيسي) (الإنجليزية)
- باك هوبكينز على موقعبيزبول رفرنس.كوم (الدوري الثانوي) (الإنجليزية)